# Centre d'histoire du Mémorial 14-18
Le Centre d'histoire du Mémorial 14-18 (anciennement appelé « Lens 14-18 »)  est un centre d'interprétation gratuit situé à Souchez. Il est dédié aux événements de la Première Guerre mondiale en Artois et en Flandres françaises.

## Présentation
Le centre d'interprétation présente la Première Guerre Mondiale sur le sol du Nord et du Pas-de-Calais. 
À l’aide de techniques muséographiques contemporaines, il met en scène une collection exceptionnelle de documents iconographiques : cartes animées, photographies d’archives, films d’époque et d’objets emblématiques en provenance du monde entier
Conçu par l’architecte Pierre-Louis Faloci, le bâtiment se structure autour de cubes de béton noir appelés « chapelles ». L’exposition permet d’appréhender de manière chronologique et thématique les sept grandes étapes du conflit : la guerre de mouvement et le système des tranchées, les offensives meurtrières et l’occupation du Nord, les offensives de 1918 et la mort au front et les destructions et reconstructions d'une centaine de communes dévastées de la frontière Belge à la Somme.
En résonance avec l'anneau de la mémoire (situé à 1,5 km), le centre d'interprétation comprend aussi un espace mémoriel qui permet de consulter sur des tablettes tactiles les fiches militaires des 579 606 noms de soldats morts sur le sol du Nord Pas de Calais entre 1914 et 1918. Il a été inauguré le 30 mai 2015 par Jean-Marc Todeschini, secrétaire d’État chargé des Anciens Combattants et de la Mémoire, Daniel Percheron, président de région, Sylvain Robert, Michel Dagbert . Le centre est ouvert au public le 9 juin 2015.
Aujourd’hui, le secteur situé dans un périmètre de 10 km autour du nouveau Centre d’interprétation de Souchez concentre un nombre exceptionnel de sites de mémoire majeurs de la Grande Guerre : français (la nécropole nationale de Notre-Dame-de-Lorette, le cimetière de la Targette), britanniques (cimetière du Cabaret Rouge, mémorial du Dud Corner à Loos-en-Gohelle, Carrière Wellington à Arras), canadiens (Parc et Mémorial commémoratifs de Vimy), allemands (Cimetière de la Maison Blanche à Neuville-Saint-Vaast), internationaux (Anneau de la mémoire à Ablain-Saint-Nazaire, monument de la fraternisation à Neuville-Saint-Vaast).
Le programme historique du centre d’interprétation de Souchez a été conçu par un comité scientifique international réunissant des spécialistes français, britanniques, belges et allemands, présidé par Yves Le Maner, agrégé d’Histoire, directeur de la mission « Histoire, Mémoire, Commémorations » au Conseil régional Nord–Pas-de-Calais.

## Collections
- Plus de 5 000 photos
- 60 heures de films d'archives